# 19595 Lafer-Sousa
19595 Lafer-Sousa è un asteroide della fascia principale. Scoperto nel 1999, presenta un'orbita caratterizzata da un semiasse maggiore pari a 2,5619360 UA e da un'eccentricità di 0,0525870, inclinata di 1,78843° rispetto all'eclittica.